# Caproidae
Los verracos u ochavos son la familia Caproidae de peces marinos, la única del suborden Caproidei del orden Perciformes. Su nombre procede del latín caper, que significa cabra.
Aparecen por primera vez en el registro fósil en el Oligoceno medio, durante el Terciario medio.
Tienen el cuerpo recubierto con pequeñas escamas ctenoideas; tienen de 7 a 9 espinas en la aleta dorsal, 2 a 3 en la aleta anal y una única espina en la aleta pélvica; es muy característica su aleta caudal redondeada.

## Géneros y especies
Existe controversia sobre la sistemática de este grupo. Según ITIS esta familia se encuadra dentro del orden Zeiformes, mientras que según FishBase esta familia debe incluirse dentro del orden Perciformes. Sea como fuere, dentro de la Familia Caproidae existen 18 especies agrupadas en 2 géneros:
- Subfamilia Antigoniinae:
  - Género Antigonia (Lowe, 1843)
    - Antigonia aurorosea (Parin y Borodulina, 1986)
    - Antigonia capros (Lowe, 1843) - Verraco alto o Elevado.
    - Antigonia combatia (Berry y Rathjen, 1959) - Ochavo redondo o Pez combatia.
    - Antigonia eos (Gilbert, 1905)
    - Antigonia hulleyi (Parin y Borodulina, 2005)
    - Antigonia indica (Parin y Borodulina, 1986)
    - Antigonia kenyae (Parin y Borodulina, 2005)
    - Antigonia malayana (Weber, 1913)
    - Antigonia ovalis (Parin y Borodulina, 2006)
    - Antigonia quiproqua (Parin y Borodulina, 2006)
    - Antigonia rhomboidea (McCulloch, 1915)
    - Antigonia rubescens (Günther, 1860)
    - Antigonia rubicunda (Ogilby, 1910)
    - Antigonia saya (Parin y Borodulina, 1986)
    - Antigonia socotrae (Parin y Borodulina, 2006)
    - Antigonia undulata (Parin y Borodulina, 2005)
    - Antigonia xenolepis (Parin y Borodulina, 1986)
- Subfamilia Caproinae:
  - Género Capros (Lacepède, 1802)
    - Capros aper (Linnaeus, 1758) - Ochavo